# Pantaléon (instrument)
Pour les articles homonymes, voir Pantaléon (homonymie).

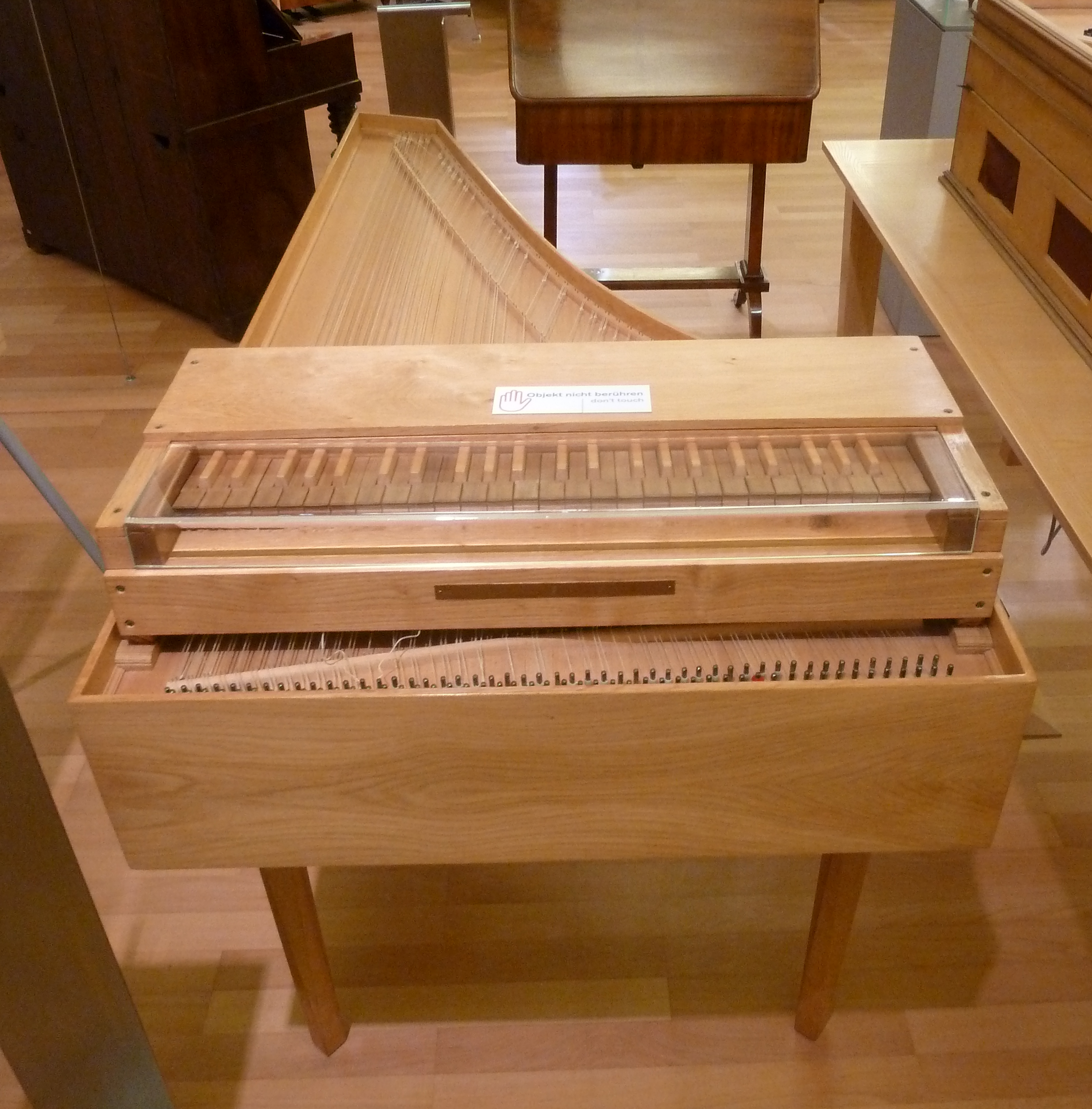
Un pantaléon à clavier

Le pantaléon ou pantalon est un instrument de musique inspiré du tympanon inventé par le violoniste Pantaléon Hebenstreit au début du XVIIIe siècle. C'est Louis XIV qui décida, après un concert donné par Hebenstreit à Versailles, de donner à cet instrument le prénom de son inventeur, qui effectuait alors de nombreuses tournées dans toute l'Europe.

Dans son Dialogue sur la musique des anciens (1725), l'abbé François de Châteauneuf le décrit ainsi : 

« C'était une espèce de Tympanum, composé de plus de deux cents cordes tendues par quantité de chevalets sur une planche de bois ordinaire, longue de six pieds, épaisse d'un pouce et sans aucune concavité. Mais ce qu'on y remarquait de plus singulier (parce qu'on l'avait inutilement tenté jusqu'ici), c'est qu'au lieu de cordes de clavecin (qui se sentent toujours de l'aigreur de leur matière) c'étaient des cordes de luth. On admira longtemps la nouveauté de cet instrument, sans concevoir quel son pouvaient produire deux bâtons très légers en frappant sur des cordes de cette espèce. »

Hebenstreit fit une carrière prestigieuse avec son instrument, notamment auprès de l'Électeur de Saxe, roi de Pologne.
L'un de ses élèves, nommé Max Hellmann devint le pantaléoniste de l'orchestre impérial de Vienne. Fux, Reutter et Caldara ont laissé des partitions originales pour cet instrument, notamment des parties solistes, dans leurs opéras écrits entre 1724 et 1735. C'est également sans doute à cet instrument que pensa Léopold Mozart pour son Mariage Paysan.
Le dernier élève d'Hebenstreit, l'anglais Georg Noëlli, devint également très célèbre dans toute l'Europe en jouant du pantaléon, jusqu'en 1789. Diderot lui consacra 2 lettres.

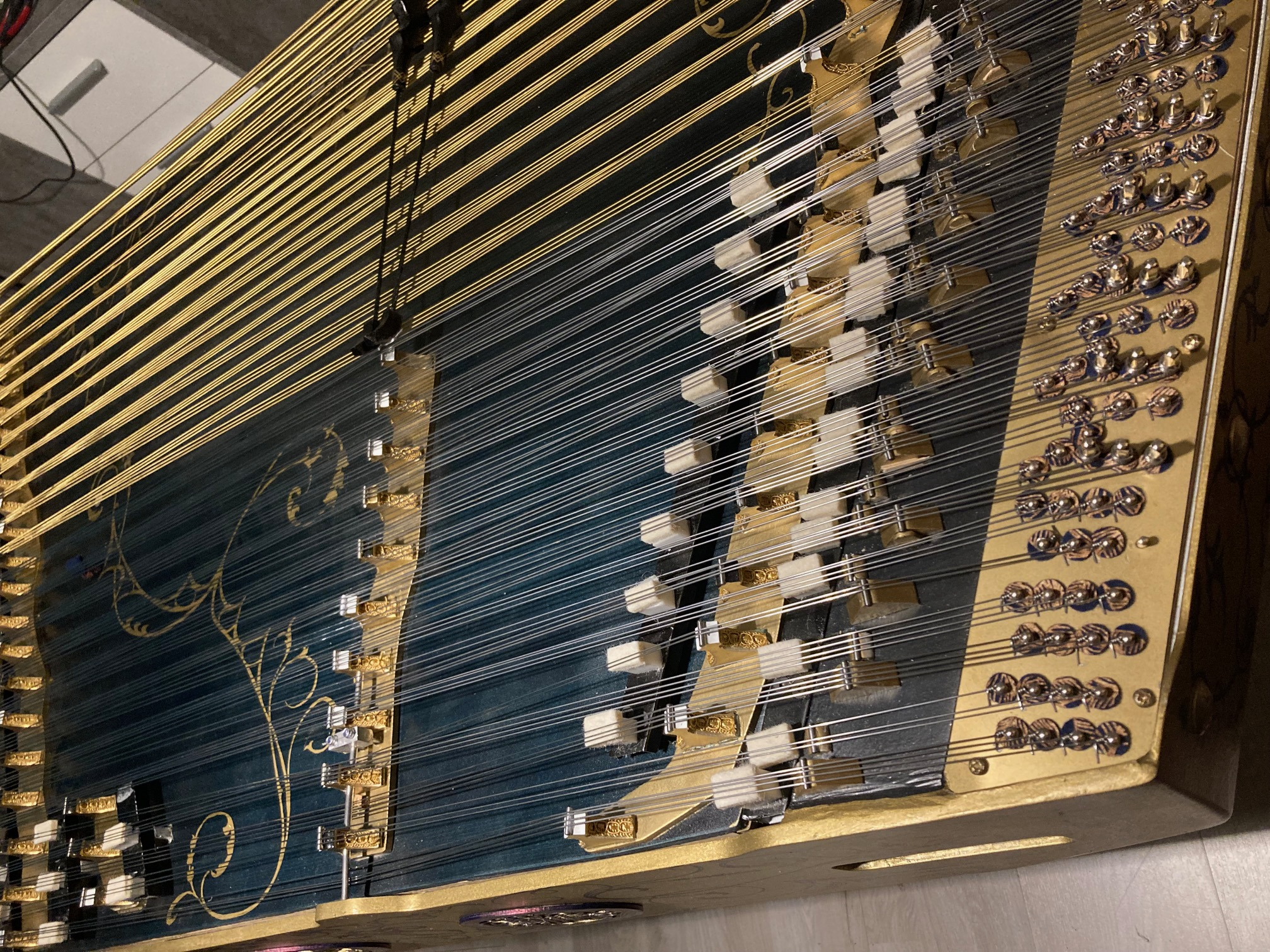
Le pantaléon construit en 2022 par Sébastien Banz